# 신강 (고려)
신강(信康, 생몰년 미상)은 후백제 말기, 고려 전기의 관인이다.

## 생애
후백제(後百濟) 견훤(甄萱)의 신하이다. 
견훤(甄萱)의 큰아들 신검이 정변을 일으켜 이복동생 금강을 죽이고 견훤(甄萱)을 금산사로 가두자 박영규와 함께 고려(高麗)에 내응하여 태조(太祖)에게 먼저 항복하고 견훤(甄萱)을 금산사에서 탈출시키는데 지대한 역할을 하였으며 고려에서도 견훤을 끝까지 보필한다. 
935년(태조(太祖) 18) 아관(衙官)에 임명되었다. 
949년(광종(光宗) 즉위년) 원윤(元尹)으로 왕명을 받아 원보(元甫)·식회(式會)와 함께 주현(州縣)의 세공(歲貢)액수를 정하였다.

## 신강이 등장하는 작품
- 《태조 왕건》(KBS, 2000년~2002년, 배우:김원배 태민영)
- 《제국의 아침》(KBS, 2002년~2003년, 배우:박승규)

## 참고 문헌
- 고려사(高麗史)
- 삼국유사(三國遺事)
- 고려사절요(高麗史節要)